# Olaf I al Norvegiei
Olaf Tryggvason (n. 960 d.Hr., Norvegia – d. 9 septembrie 1000, Battle of Svolder⁠(d)) a fost un rege al Norvegiei, care a domnit între 995–1000. A fost un urmaș al lui Harald I.

## Domnie
În anul 995 la curtea regelui Norvegiei Haakon Sigurdsson circulau zvonuri despre un rege al Irlandei de origine norvegiană. El trimise oamenii săi pentru a afla mai multe despre acest om. Mesagerii lui Haakon veniră la Olaf, și îi spuseră că Haakon își pierdea popularitatea în rândul populației. Olaf decise că existǎ o bună oportunitate de a acapara puterea în Norvegia. Sosind în Norvegia, el se alătură rebeliunii împotriva lui Haakon, în urma cǎreia regele fu ucis.
Olaf în același an cuceri Norvegia, și într-un mod râvnit susținu răspândirea creștinismului. De la el primi botezul descoperitorul Americii, Leif Eriksson, care aduse din Norvegia un episcop și creștină Groenlanda. Există, de asemenea, cronici cu privire la faptul că din ordinul lui Olaf populația din Insulele Orkney primi creștinismul. Cu toate acestea, lorzii norvegieni care fugeau de la Olaf își găsiră aliați în regele danez și în cel suedez. În plus, existǎ un episod în care Olaf îi ceru mâna reginei Sigríð Storråda. Dar când el ceru ca mireasa sǎ adopte creștinismul, ea refuză, și între ei fu o ceartă. Olaf o lovi pe Sigríð și ea îl amenință cu moartea. Sigríð se căsători cu Sven I, pe care îl convinsese să organizeze o coaliție împotriva dușmanului său etern, Norvegia. Când flota lui Olaf veni împotriva coaliției, acesta fu învins în Bătălia de la Svolder.